# 울산광역시의 사찰 목록
울산광역시의 사찰은 문화관광부의 2005년 5월 자 자료를 기본으로 하여 빠진 내용을 추가한 것들이다.
- 관음사 - 울산광역시 중구 신기16길 62 (조계종)
- 내원암 - 울산광역시 울주군 온양읍 대운상대길 382 (조계종)
- 도솔암 - 울산광역시 북구 화동15길 77 (조계종)
- 동축사 - 울산광역시 동구 옥류로 93 (조계종)
- 문수사 - 울산광역시 울주군 청량면 문수산길 514 (조계종)
- 백양사 - 울산광역시 중구 백양로 67 (조계종)
- 석남사 - 울산광역시 울주군 상북면 석남로 557 (조계종)
- 신흥사 - 울산광역시 북구 대안4길 280 (조계종)
- 옥천암 - 울산광역시 북구 무룡로 225 (조계종)
- 월봉사 - 울산광역시 동구 봉수로 55 (조계종)
- 해남사 - 울산광역시 중구 기상대길 13 (조계종)

## 같이 보기
- 한국의 사찰 목록